# Splash Damage
Splash Damage est une société britannique basée à Londres, spécialisée dans le développement de jeux de tir à la première personne.

## Historique
La société est fondée en juin 2001 par des créateurs de mods, notamment pour Q3F.
En 2002, la société conclut un partenariat avec id Software et Activision pour travailler sur le jeu Wolfenstein: Enemy Territory.

## Ludographie
Sauf mention contraire, tous les jeux sont multi-joueurs.
- 2002 : Return to Castle Wolfenstein (solo et multijoueur)
- 2003 : Wolfenstein: Enemy Territory
- 2004 : Doom 3 (solo et multijoueur)
- 2007 : Enemy Territory: Quake Wars
- 2011 : Brink
- 2012 : RAD Soldiers
- 2013 : Batman: Arkham Origins
- 2015 : Dirty Bomb
- 2015 : Gears of War: Ultimate Edition
- 2016 : Gears of War 4
- 2019 : Gears 5 (solo et multijoueur)
- 2019 : Halo: The Master Chief Collection
- 2020 : Gears Tactics (solo uniquement)
- 2020 : Outcasters
- 2023 : Transformers: Reactivate (annulé[2])
- Project Astrid (en développement[3])